# Cyanide and Happiness
Cyanide and Happiness (Циани́д и Сча́стье) — веб-комикс Дэйва МакЭльфатрика, Криса Уилсона, Мэтта Мэлвина и Роба ДенБлэйкера. Впервые появился на сайте Explosm.net 9 декабря 2004 года, а с 26 января 2005 года выходит ежедневно. «Cyanide and Happiness» часто характеризуют как самый циничный комикс в Интернете, и хотя это не единственный веб-комикс, эксплуатирующий провокационный стиль (см. Sexy Losers, Nana's Everyday Life, CynicMansion, Head Held High и др.), авторы стараются поддерживать эту репутацию.
Комикс нарисован в минималистичном стиле «палочных человечков».

## Стиль
Юмор комикса можно охарактеризовать как циничный, зачастую оскорбительный. Наиболее распространённые темы комикса: инвалидность, неизлечимые болезни, заболевания, передающиеся половым путём, насилие, смерть, сексуальные девиации и нигилизм.